# Тромеђа (музички састав)
Тромеђа (Група Тромеђа, Група Тромеђа – Книн) српски је музички састав, који изводи крајишку народну музику. Састав је настао 1989. године у Книну, на простору Сјеверне Далмације. Извођачи су незваничне крајишке химне Нема раја без роднога краја, пјесме снимљене 1989. године.

## Историја групе
Музички састав Тромеђа настао је 1989. године у Книну, на простору Сјеверне Далмације. Спада међу најстарије крајишке музичке саставе. Име је добио по истоименој области, која представља гранично подручје Босне, односно Крајине (Босанске Крајине), Далмације и Лике. Састав су формирали Мирко Пајчин Баја и бивши чланови групе Звуци Тромеђе Јовица Пуповац, Жељко Грујић, Душан Пуповац и Михаило Пуповац (касније им се прикључио Петар Бура Мрше), скупа са још неколико нових чланова.
Први музички албум Тромеђа је снимила 1989. године. Посљедњи албум снимили су 2008. године. Вођа састава био је Жељко Грујић (поријеклом из села Штикова код Дрниша), који је иначе био оснивач и власник музичке издавачке куће Нина трејд.
Током каријере, Тромеђа је обишла готово цијели простор бивше Југославије, као и подручје Западне Европе, Сјеверне Америке и Аустралије. У периоду од 1989. до 2008. године издали су четири ауторска музичка албума, те неколико компилација. Већина чланова групе била је са простора Сјеверне Далмације (Книн, Дрниш, Обровац), а остали чланови су били из сусједних крајева (Гламоч и др). До почетка рата на простору бивше Југославије, снимили су један музички албум, за београдски Југодиск. Касније, дио чланова напушта Тромеђу, те остаје састав чију окосницу чине Јовица Пуповац (одлази 2000. године и оснива Тромеђу №1) и Жељко Грујић. Група је наставила студијски рад 1998. године, издавши још неколико албума. Поред студијских активности, учествују на бројним манифестацијама, концертима и фестивалима.

## Естрадна каријера

### Музички албуми
Свој први музички албум Тромеђа је издала за београдски Југодиск, 1989. године. Албум, који је био у формату музичке касете, носио је назив Изворне пјесме Далмације, Лике и Крајине. Албум је имао десет пјесама. Све текстове, осим једне пјесме, коју је написао Жељко Грујић, написао је Мирко Пајчин Баја. Аутори музике били су сви чланови групе. Сви су компоновали по једну пјесму, осим Јовице Пуповца, који је био композитор двије пјесме. Вокални солиста био је Јовица Пуповац, који се иначе убраја међу најбоље гласове крајишке изворне пјесме. Пратећи вокали били су Жељко Грујић, Михаило Пуповац, Душан Пуповац, Ђуро Матијевић, Лазо Грубјешић, Милош Богуновић, Ђуро Чича и Нешо Томић. Исте године Југодиск издаје албум под називом Делија из Книна, компилацију албума Звукова Тромеђе и Тромеђе из 1989. године.
Сљедеће године Југодиск издаје и видео-касету Изворне пјесме Далмације, Лике и Крајине, са пјесмама Тромеђе, Звукова Тромеђе, Борислава Зорића Личанина и Боре Дрљаче. И 1992. године Југодиск издаје компилацију од осам пјесама Тромеђе и Звукова Тромеђе под називом Изворне пјесме Далмације, Лике и Крајине.
Након паузе због ратних дешавања, састав издаје албум 1996. године. Албум под називом Нема раја без роднога краја, који је био репринт албума из 1989. године, издају за издавачку кућу Нина трејд из Београда (из Сурчина).
Сљедећи албум састав издаје 1998. године. Албум, који је носио назив Одведи ме, цесто бијела, издала је издавачка кућа Нина трејд из Београда. Албум је имао дванаест нумера. Аутори пјесама били су Баја Мали Книнџа, Лазо Пајчин Жељо, Јовица Пуповац, Жељко Грујић, Драгутин Кнежевић Круница, Мирослав Миро Гагић и Часлав Ђоковић. У међувремену се промијенио састав групе. Дио чланова је напустио групу, а у групу су дошли неки нови чланови, па су овај албум снимили Јовица Пуповац, као први глас, те пратећи вокали Жељко Грујић, Вељко Веселиновић, Нено Чепрња, Живко Чепрња Шнајдер (који је наведен као мајстор грокталице) и Милорад Миро Гагић (који је наведен као човјек за ред). Женски вокал на овом албуму била је Гордана Грујић.
Године 1999. били су гости на албуму Оливере Катарине, са којом су снимили двије пјесме.
Године 2000. поново снимају за београдски Нина трејд, али у потпуно измијењеном саставу. Групу су напустили сви чланови (осим Жељка Грујића), а међу њима и Јовица Пуповац и Милорад Гагић, који оснивају групу Тромеђа №1. На овом албуму, уз Жељка Грујића наступају Миленко Крндија, Предраг Мркела Пеђолино, Жарко Жаре Ђукић и Бошко Грујић. Издали су музички албум (касету и ЦД) са једанаест нумера, под називом Пусто поље. Пјесме су написали Баја Мали Книнџа и Владо Гагић. Након овог албума, поново се мијења састав групе. Године 2002. излази албум Уживо, са 12 микс-пјесама отпјеваних уживо.
Свој сљедећи студијски албум (касету и ЦД) Тромеђа издаје 2008. године за Ниџо мјузик компани (бивши Нина трејд). Албум, који се звао Милице, имао је десет пјесама. Како је већ речено, дошло је до промјена у групи, те Тромеђа опет снима у измијењеном саставу. Сад су ту, поред Жељка Грујића, Здравко Буква, те Војислав Војо Шуша и Радован Буква. Поред осталих, неколико пјесама на овом албуму написао је Андрија Бајић. Овај албум је посљедњи студијски албум који је снимила група Тромеђа.
Група је направила велики број студијских и амбијенталних музичких спотова. Издали су и видео-касету са 17 нумера.
Од 2008. године нема забиљежених активности ове групе. Исте године Нина трејд Жељка Грујића мијења име у Ниџо мјузик компани и те године издаје само један музички албум (албум Тромеђе), те неколико компилација. Сљедеће, 2009. године, Нина трејд издаје још један албум и престаје са издавачким радом.

### Естрадни наступи
Осим дискографских издања која има иза себе, Тромеђа је била чест гост на различитим културним манифестацијама и музичким приредбама. Учесници су Месама 1991. Током агресије НАТО-а на СР Југославију, 1999. године, учествовали су на концертима подршке Србији и СР Југославији.
Тромеђа је такође била гост различитих телевизијских кућа, гдје је изводила крајишке изворне пјесме. Имали су наступе на Телевизији Београд, у емисији Да питамо заједно и у другим емисијама.

### Чланови

#### Посљедња постава
- Здравко Буква – вокални солиста.
- Војислав Војо Шуша – вокални солиста.
- Радован Буква – Пратећи вокал.
- Жељко Грујић – Вођа групе, пратећи вокал.

#### Бивши чланови
- Миленко Крндија – Вокални солиста.
- Жарко Жаре Ђукић – Бас.
- Предраг Мркела „Пеђолино“ – Вокални солиста.
- Бошко Грујић – Пратећи вокал.
- Јовица Пуповац – Вокални солиста.
- Милорад Миро Гагић – Пратећи вокал.
- Вељко Веселиновић – Пратећи вокал.
- Нено Чепрња – Пратећи вокал.
- Живко Чепрња „Шнајдер“ – Пратећи вокал, мајстор грокталице.
- Петар Бура „Мрше“ – Пратећи вокал.
- Душан Пуповац – Пратећи вокал.
- Михаило Пуповац – Пратећи вокал.
- Ђуро Матијевић – Пратећи вокал.
- Лазо Грубјешић – Пратећи вокал.
- Милош Богуновић – Пратећи вокал.
- Ђуро Чича – Пратећи вокал.
- Нешо Томић – Пратећи вокал.

### Хитови

#### Најпознатији хитови
- Нема раја (без роднога краја) (1989)
- Нек се ори, ори (Гледам куле) (1989)
- Ој, Тромеђо (1989)

#### Остали хитови
- Далматинац кад ожени сина (1989)
- Далмација, Босна, Лика (1989)
- Тромеђа у срцу (1989)
- Штета, брате, штета (1989)
- Одведи ме, цесто бијела (1998)
- Зоро моја, Зоро (1998)
- Ја сам своју Јелу (1998)
- Пусто поље (2000)
- Двор далеко (2000)
- Штиково (2008)

## Дискографија

### Албуми
- Изворне пјесме Далмације, Лике и Крајине, Југодиск (1989)
- Делија из Книна, компилација, Југодиск (1989)
- Изворне пјесме Далмације, Лике и Крајине, видео-касета, Југодиск (1990)
- Изворне пјесме Далмације, Лике и Крајине, компилација, Југодиск (1992)
- Нема раја без роднога краја, Нина трејд (1996)
- Одведи ме, цесто бијела, Нина трејд (1998)
- Пусто поље, Нина трејд (2000)
- Уживо, Нина трејд (2002)
- Милице, Нина трејд (2008)